# リンバーガー
リンバーガー（Limberger）は、ベルギー国リンブルフ州・リエージュ州を起源とするチーズで、その鼻を突くような悪臭で有名である。ランブール（Limbourg）あるいはリンブルガーとも呼ばれる。アメリカ合衆国とドイツで生産されている。
リンバーガーやその他ウォッシュタイプのチーズを発酵させるために使われるバクテリアは Brevibacterium linens（リネンス菌）であるが、このバクテリアは人間の皮膚表面に生息し、人間の体臭の原因の一つとなっている。このバクテリアが使われる理由としては、リンバーガーを作ったリンブルフの修道士が、もともとは足で踏みつけることによって牛乳とカード（凝乳）を混ぜていたのが起源であろうと言われている。
現在、北米でリンバーガーを唯一生産するのは、ウィスコンシン州モンローのシャレーチーズ協同組合だけである。ウィスコンシン州ではチーズ製造者が免許なしでこのチーズを生産することは違法とされている。

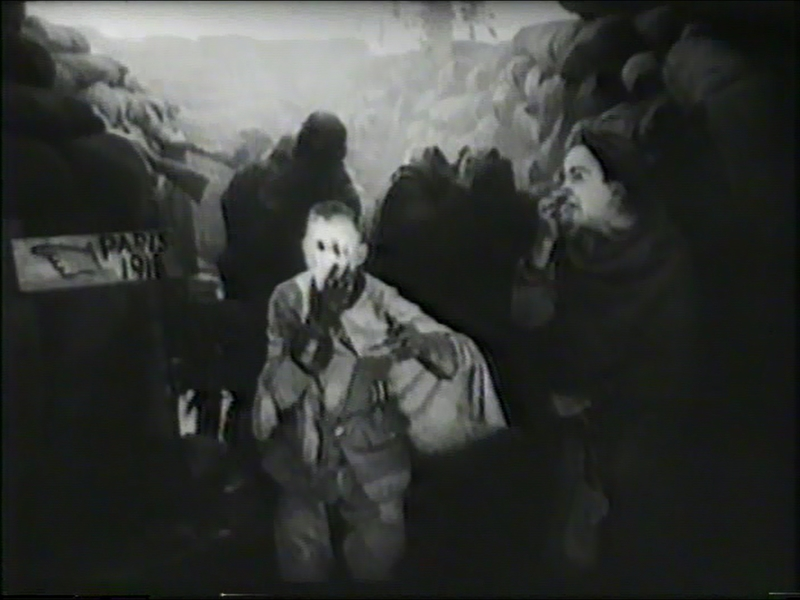
『担へ銃』の一場面
ドイツ軍の塹壕に投げ込まれたリンバーガーが将校を直撃し、悪臭で兵士たちが混乱している

リンバーガーチーズとその特有のにおいは、さまざまなメディアで頻繁に笑いの種にされている。代表的なものではチャップリンの喜劇映画『担へ銃』における塹壕戦の描写で、主人公が故郷から届いたリンバーガーの臭いをかぐなりガスマスクを装面して、挙句に敵の塹壕へ投げ込んでパニックに陥らせるといったシーンがある。
2006年には、オランダの研究者が「マラリアを媒介する蚊であるガンビアハマダラカのメスは、リンバーガーと人間の足の臭いの両方に等しく惹きつけられる事を証明」した功績に対しイグノーベル賞を受賞している。
- 原産国： ベルギー国リンブルフ州・リエージュ州
- 原料： 牛乳（殺菌乳）
- 形状： 直方体
- 重量： 400～450g、最大1.2kg
- 凝固： 非加熱、非加圧
- 食味： なめらか、クリーミー、やや軟、軽い味
- 発酵期間： 小型のものは2～3週間、最長3か月